# Coleharbor (Dakota del Norte)
Coleharbor es una ciudad ubicada en el condado de McLean en el estado estadounidense de Dakota del Norte. En el censo de 2010 tenía una población de 79 habitantes y una densidad poblacional de 164,88 personas por km².

## Geografía
Coleharbor se encuentra ubicada en las coordenadas 47°32′33″N 101°13′16″O / 47.54250, -101.22111. Según la Oficina del Censo de los Estados Unidos, Coleharbor tiene una superficie total de 0.48 km², de la cual 0.48 km² corresponden a tierra firme y (0%) 0 km² es agua.

## Demografía
Según el censo de 2010, había 79 personas residiendo en Coleharbor. La densidad de población era de 164,88 hab./km². De los 79 habitantes, Coleharbor estaba compuesto por el 96.2% blancos, el 0% eran afroamericanos, el 0% eran amerindios, el 0% eran asiáticos, el 0% eran isleños del Pacífico, el 2.53% eran de otras razas y el 1.27% pertenecían a dos o más razas. Del total de la población el 5.06% eran hispanos o latinos de cualquier raza.